# Социальный процесс
Социальный процесс (англ. Social process) — серия явлений или взаимодействий, происходящих в организации, структуре групп и меняющих отношения между людьми или между составными элементами сообщества. 
Социальные процессы находятся во всех обществах и выступают как упорядоченная форма социального взаимодействия. Важнейшими чертами социальных процессов является их всеобщность и связь с субъектом, который осуществляет процесс в социуме. Ничто не может происходить в обществе (группы) вне социальных процессов. Функционирование и развитие общества происходят в различных формах социальных процессов, характеризующих субъектно-объектные связи и отношения во всех сферах деятельности людей.

## Классификация социальных процессов

### Основания для классификации
1. По объекту (человечество, общество, организация, большая группа, малая группа и др.)
2. По степени регулирования (стихийные, естественно-исторические, управляемые)
3. По направленности (прогрессивные, регрессивные)
4. По распознаванию (явные, латентные (скрытые))
5. По продолжительности (быстротечные, долговременные)
6. По уровню протекания (макро-, мезо- и микропроцессы)
7. По субъектно-объектной связи (естественные, общественные)

### Классификация основных социальных процессов
Одна из классификаций социальных процессов была предложена американскими социологами Чикагской школы Р. Парком и Э. Бёрджерсом. Они выделили следующие типы социальных процессов:
1. Кооперация. Сотрудничество, взаимосвязь людей в процессе их деятельности. Форма организации труда, при которой определённое количество людей совместно участвуют в одном или разных, но взаимосвязанных процессах трудах. В основе кооперации лежат согласованные действия и достижение общих целей. Таким образом, отличительной чертой кооперации является стремление её членов к обоюдной пользе.
2. Конкуренция. Борьба между индивидами или группами за обладание ограниченными и неравным образом распределёнными благами и ценностями. Конкуренция имеет положительные последствия, такие как, например, прогресс в науке и искусстве. Все достижения современного общества обусловлены стимулирующим значением свободной конкуренции.
3. Приспособление. Способность и стремление индивида участвовать в том, что делают другие и подражать их поведению. Может проявляться как подчинение, компромисс или терпимость.
4. Конфликт. Высшая стадия развития противоречий, проявляющаяся в прямом столкновении мнений, взглядов и интересов. Противодействие участников данного социального процесса как правило сопровождается негативными эмоциями.
5. Ассимиляция. Социальный процесс, в ходе которой определённая часть социума утрачивает часть своих отличительных черт и заменяет их заимствованиями и другой части. Процесс взаимного культурного проникновения, в ходе которого личности и группы приходят к разделяемой всеми участниками процесса культуре, то есть ассимиляция всегда носит двусторонний характер. Она может носить как добровольный, так и принудительный характер.
6. Амальгамизация (амальгамация). Процесс взаимного культурного проникновения, в ходе которого личности и группы приходят к разделяемой всеми участниками процесса общей культуре. В отличие от ассимиляции, завершение процесса амальгамации полностью стирает грани между группами, например, появление одного народа в результате смешения двух и более этнических групп.